# Andorra Televisió
Andorra Televisió (ATV) és el primer canal de contingut generalista de l'entitat pública Ràdio i Televisió d'Andorra.

## Història
Les primeres emissions van començar l'1 de gener del 1991 sota el nom de Televisió d'Andorra (TVA) a través de la freqüència del Canal 33. Es realitzaren diverses emissions esporàdiques entre el 1991 i el 1995.
Va començar les emissions en període de proves la nit del dilluns 4 de desembre del 1995, a través de la freqüència del Canal 33, tot emetent un programa especial amb missatges de personatges polítics destacats de l'època: el cap de govern Marc Forné, el síndic general Josep Dallerès, i el president de l'Organisme de Ràdio i Televisió d'Andorra (ORTA, actual RTVA), Enric Tolsa. A més a més, es va aprofitar per presentar a l'audiència l'equip de periodistes i tècnics, que començarien a fer caminar la nova televisió. L'endemà, dimarts 5 de desembre, a tres quarts de tres de la vesprada, s'iniciaren les emissions regulars just el moment en què el presentador Ramon Font va obrir el primer informatiu d'una televisió andorrana, l'Informatiu Migdia; la primera notícia fou la destacada del dia: l'estrena de la televisió pública d'Andorra marcaria aquell dia com a fita història per la història d'Andorra. L'equip tècnic era de la productora andorrana Antena 7, que ja havia fet algunes emissions a finals dels anys vuitanta.
La primera sèrie dramàtica de producció pròpia es va estrenar el dilluns 1 de novembre del 1999: es titulava Cim de passions. El guió de la sèrie va ésser escrit per Marta Cruells, Ester Nadal fou l'encarregada de la direcció dels actors i la realització venia càrrec de Raimon Cartró. La trama va ser adaptada a la realitat andorrana i se centrava en les lluites i relacions en una família d'hotelers. Estava coproduïda per l'ORTA i Inlingua. Una altra sèrie a destacar fou Art de Garatge el 2012, creada per Daniel Arellano Mesina i un grup de joves que van proposar el projecte a Andorra Televisió. La sèrie va comptar amb la col·laboració de l'actor de la sèrie espanyola Física o Química, Àlex Batllori, que interpretava el paper d'Àlvaro a la sèrie d'Antena 3, i que es va prestar en aquest projecte. Un dels actors d'Art de Garatge, Joel Pla, que interpretava el paper de Salvador, va ser agafat per Andorra Televisió l'any 2013 per acompanyar el personatge del Club Piolet (programa infantil d'Andorra Televisió) en les seves aventures. Un dels primers programes infantils fou "Clic", un ninot de color blau que donava pas a tota una tarda de dibuixos animats, comprats a Televisió de Catalunya. Decidida en una línia evolutiva, RTVA va crear el Club Piolet amb la seva pròpia revista i el seu propi club de socis.
Un dels grans salts que va fer Andorra Televisió va ser la participació en el Festival d'Eurovisió, ja que va comportar tota una logística que fins aquell moment no estava operativa, o en qualsevol cas, va donar una qualitat a l'espectador que fins llavors encara no s'havia presentat. Així, el 12 de maig del 2004 va sonar per primer cop el català en el concurs musical més important d'Europa. ATV va participar en cinc edicions més del festival. Marta Roure, Marian Van de Wal, Jenny, els Anonymous, Gisela o Susanne Georgi van defensar el país davant de més de 400 milions d'espectadors en un dels espectacles televisius més importants del món. La primera participació va ser possible gràcies la col·laboració de TV3, que amb el programa 12 Punts va posar a la disposició del públic català i andorrà la tria del representant de l'any 2004. Per motius de pressupost i defèficit públic, RTVA ja no participa al festival des del 2010.
D'altra banda, també destaquen les transmissions en directe dels Jocs dels Petits Estats d'Europa. La darrera vegada que Andorra va acollir les competicions, Andorra Televisió va fer un desplegament prou important que a més coincidia amb les participacions eurovisives, confirmant així el pas endavant cap a un nivell logístic més alt. El portal d'informatius web informatius.ad també fou un gran canvi però es va deixar de banda per ser substituït més tard per AndorraDifusió.ad el 2014. Amb aquesta nova plataforma web, els informatius de la casa per primer cop incorporaven directes que precisament van tenir el punt de partida amb la visita de la Volta Ciclista d'Espanya a Andorra.
A més, també s'ha de parlar del programa Insitu que va coincidir amb el canvi d'imatge que va realitzar Andorra Televisió cap a principis dels anys 2000. El programa era la versió andorrana de Catalunya Directe, España Directo o Portugal em Direto, tots programes amb força èxit als seus corresponents països. A Andorra va prendre rellevància per la innovació que va aportar al públic.
El mes d'abril del 2014, Xavier Mujal, nou director d'Andorra Televisió, va fer pública la intenció de continuar treballant en el potencial dels serveis informatius. En declaracions a Cadena Ser Principat d'Andorra va argumentar que els informatius d'Andorra Televisió són els més vistos del país, cosa que l'obligava a potenciar encara més aquest camp.

## Fi d'emissions al Pirineu Català
Des de l'1 de juliol de 2016, Andorra Televisió va deixar d'emetre a les comarques del Pirineu català, ara per tant només emet al Principat d'Andorra. De fet, aquesta televisió emetia en territori català d'acord amb un conveni signat el 2010 però que vencia l'any 2016. La direcció de la televisió va decidir no renovar-lo i estalviar-se uns 120.000 euros a l'any.

## Programació

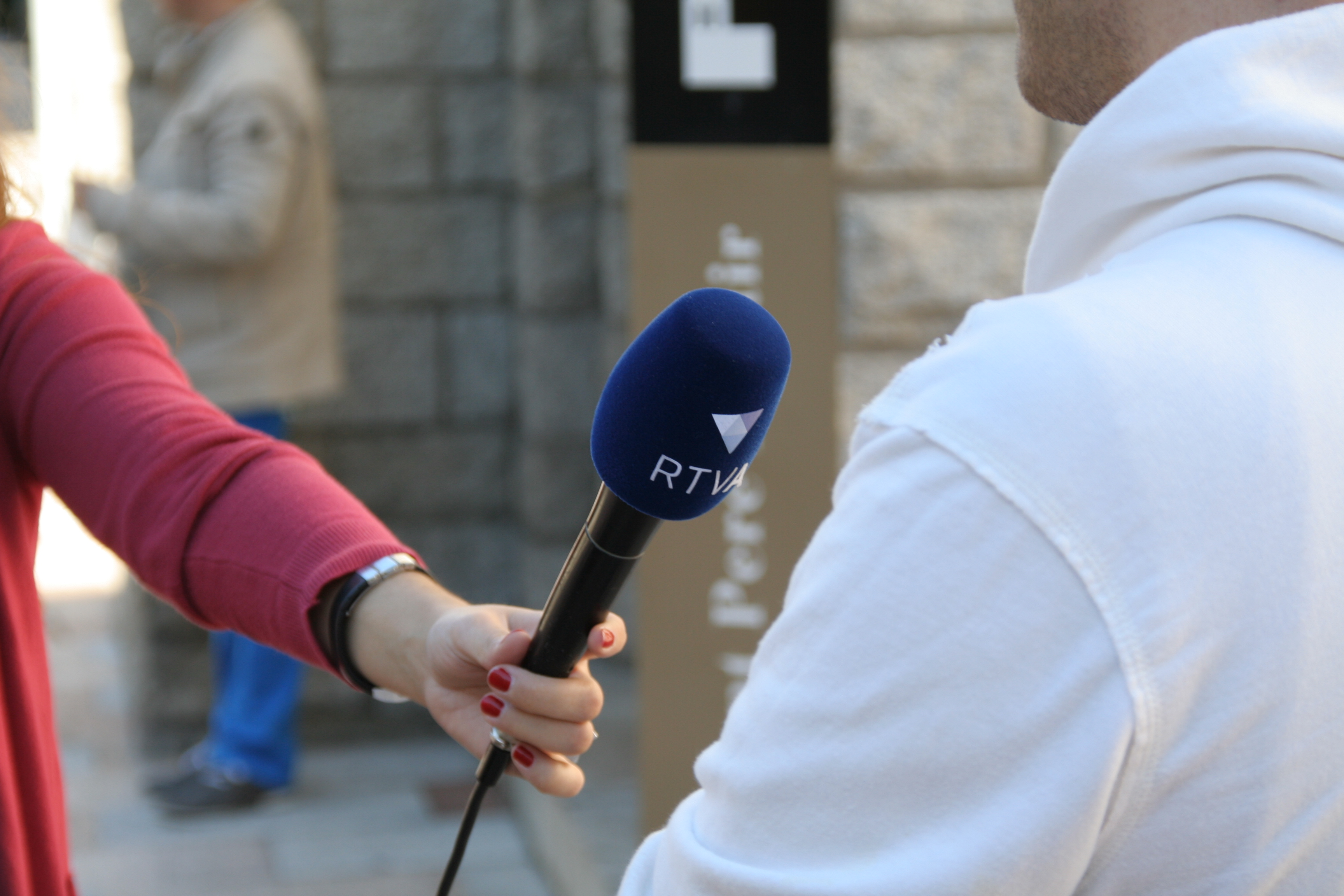
Micròfon d'Andorra durant una entrevista

Andorra Televisió emet una programació generalista basada en la informació. Ofereix dues edicions diàries de l'Informatiu (migdia a les 13.45 i vespre a les 20.45) i mitja hora diària en connexió amb France 24, a la tarda i en francès. Pel que fa a l'entreteniment, destaquen els setmanals La rèplica, d'entrevistes i debats sobre l'actualitat política andorrana; La rotonda, un magazín d'actualitat social i cultural, i l'esportiu Dia E. A més, també s'emeten diversos programes en connexió amb Ràdio Nacional d'Andorra i les sessions plenàries del Consell General. La programació infantil s'ofereix a través del Club Piolet.

## Audiències
Andorra no disposa d'una xarxa d'audímetres que permeti dur a terme un estudi diari de l'audiència televisiva al país. Ara bé, degut a la important extensió de la xarxa de televisió per cable, Andorra Telecom realitzà un estudi, l'any 2013, sobre l'audiència de televisió a Andorra. L'estudi revelà que ATV era la 26a més vista del país, amb poc més d'un 1% de quota de pantalla. L'audiència del canal, però, puja considerablement a l'hora dels informatius, que han esdevingut referència indiscutible pels andorrans i imprescindibles per conèixer l'actualitat nacional.
L'estudi també revelà que la televisió més vista del país era Telecinco, amb un 11,4% de share, seguida per Antena 3, amb un 10%. Resultà sorprenent que TV3, cadena generalista que emet en l'idioma oficial del país, fos la 7a més vista, amb un 3,3% de quota de pantalla. Les televisions franceses no apareixien fins a la 36a posició. El 1r canal francès era TF1, amb un 0,8% d'audiència. TVI, la cadena més vista a Portugal, era la 23a més al país.

## Logotips

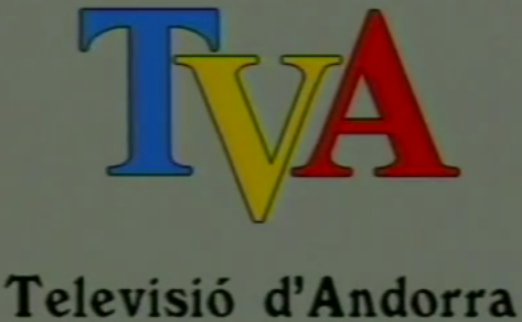
Primer logo de Televisió d'Andorra des del 1991 al 1992.
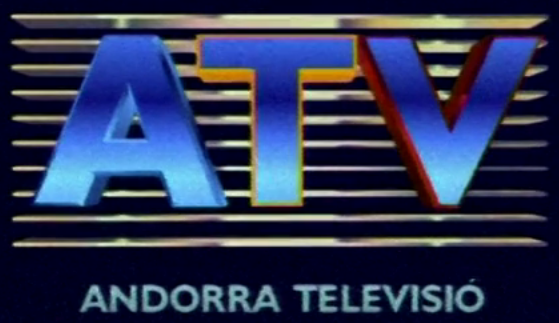
Logotip d'Andorra Televisió des del 1995 fins al 1996.
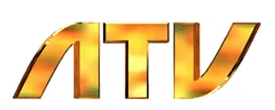
Logo des del 1996 fins al 2005.
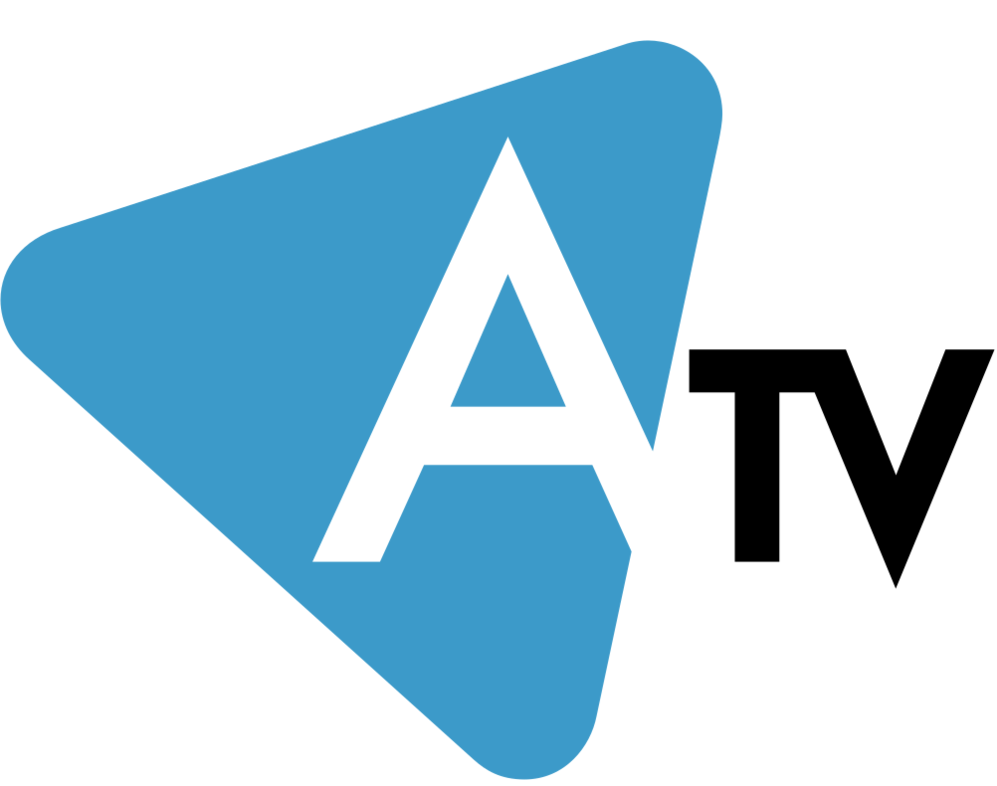
Logotip des del 2005 fins 2013.
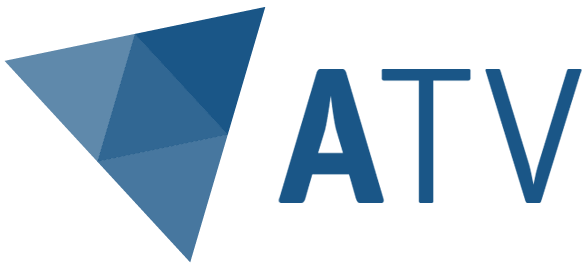
Logotip des del 2013.

## Freqüències
- Canal 42 UHF: Andorra
- Canal 1: Andorra (Andorra Telecom)